# Graphomya maculata
Graphomya maculata är en tvåvingeart som först beskrevs av Giovanni Antonio Scopoli 1763.  Graphomya maculata ingår i släktet Graphomya och familjen husflugor. Arten är reproducerande i Sverige. Inga underarter finns listade i Catalogue of Life.

## Bildgalleri

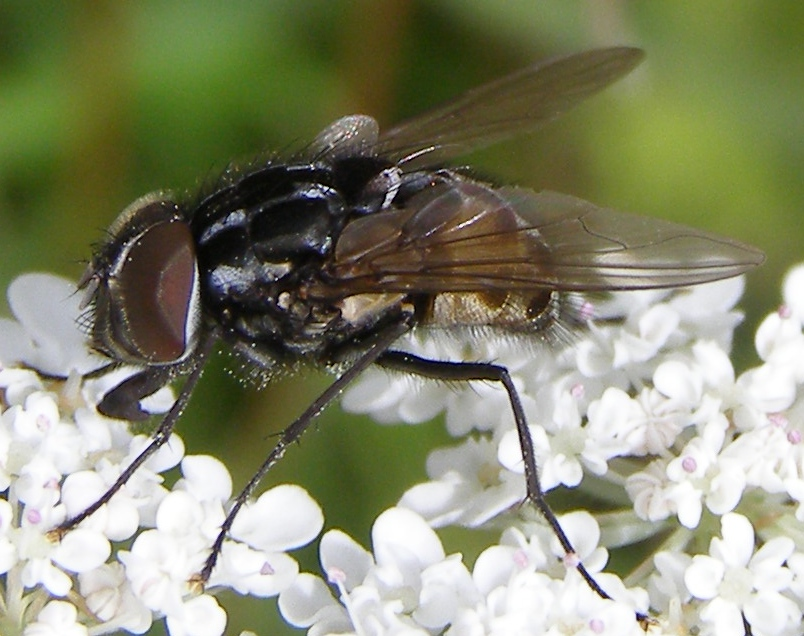